# Józef Remigian Potulicki
Józef Remigian Potulicki herbu Grzymała (ur. w Więcborku około 1695, zm. 24 października 1734, pochowany w Gdańsku) – wojewoda czernihowski.
Jedyny syn Adama Wawrzyńca Potulickiego i Małgorzaty z Czapskich. Od 1723 starosta borzechowski. Poseł w 1724 roku, poseł z województwa pomorskiego na sejm 1730 roku. W 1729 otrzymał starostwo mławskie. W 1732 nominowany wojewodą czernihowskim. W czasie bezkrólewia po śmierci Augusta II w 1733 r. był konsekwentnie związany ze stronnictwem saskim i popierał kandydaturę elektora Fryderyka Augusta w jego staraniach o koronę polską. Założyciel z Królem Augustem II Mocnym Bractwa Strzeleckiego w Więcborku 16 października 1732 r., gdzie miał ród Potulickich z Więcborka oraz sam Józef Remigian Potulicki swoją siedzibę zamkową, będąc zarazem właścicielem Więcborka. Był członkiem konfederacji generalnej zawiązanej 27 kwietnia 1733 roku na sejmie konwokacyjnym. W czasie elekcji w 1733 roku został sędzią generalnego sądu kapturowego, jako deputat z Senatu podpisał pacta conventa Augusta III Sasa. W 1734 roku odznaczony Orderem Orła Białego.
Od 1723 żonaty z Zofią Działyńską, córką starosty kiszewskiego Stanisława Samuela Działyńskiego. Miał z nią troje dzieci: Aleksandra Hilarego, Wiktorię i Ewę Małgorzatę. Po śmierci Zofii w 1730 ożenił się ponownie z Marianną Teresą z Tarłów, wdową po Jakubie Przebendowskim.